# Čingiz Ajtmatov
Čingiz Ajtmatov (kirgijski: Чыңгыз Айтматов, ruski: Чинги́з Тореку́лович Айтма́тов, 12. decembar 1928 - 10. jun 2008) bio je kirgijski pisac koji je stvarao na ruskom i kirgijskom. Najpoznatija je osoba u kirgijskoj književnosti. Čingizov otac je bio Kirgiz, a majka Tatarka. Oboje su bili državni službenici u Šekeru. Godine 1937. njegov otac je optužen za „građanski nacionalizam” u Moskvi te je bio uhapšen i pogubljen 1938. Ajtmatov je živeo u vreme kada se Kirgistan pretvarao iz jedne od najudaljenijih zemalja Ruskog carstva u republiku SSSR. Studirao je u sovjetskoj školi u Šekeru, te je nakon toga radio razne poslove.
Godine 1946. je počeo da studira poljoprivredu u Biškeku, ali se kasnije prebacio na književnost u Moskvi, gde je živio od 1956. do 1958. Narednih osam godina radi za novine Pravda. Na ruskom jeziku 1952. objavljuje dve publikacije „Novine dečaka Džiuja” i „Ашым”. Njegov prvi rad objavljen u Kirgistanu je bio „Ак Жаан” (Bela kiša, 1954), a poznata novela „Džamila”" (Jamila) objavljena je 1958. Dva puta je bio član žirija na Moskovskom filmskom festivalu. Godine 1994. bio je član žirija na 44. Berlinskom filmskom festivalu.
Ajtmatov je pretrpio zatajenje bubrega, 16. maja 2008. te je primljen u bolnicu u Nirnbergu, u Nemačkoj, gde je umro od upale pluća 10. juna 2008 u dobu od 79 godina. Nakon smrti posmrtni ostaci su preneti u Kirgistan, gde je sahranjen. Dobitnik je Austrijske državne nagrade za evropsku književnost 1993. godine. Bio je kirgistanski ambasador u Evropskoj uniji, NATO-u, Unesku i zemalja Beneluksa.

## Život
Čingiz je rođen od oca Kirgiza i majke Tatarke. Ajtmatovljevi roditelji su bili državni službenici u Šekeru. Njegov otac je 1937. godine u Moskvi optužen za „buržoaski nacionalizam“, uhapšen i pogubljen 1938. godine.
Ajtmatov je živeo u vreme kada se Kirgistan transformisao iz jedne od najudaljenijih zemalja Ruske imperije u republiku SSSR. Budući autor je studirao u sovjetskoj školi u Šekeru. Radio je i od malih nogu. Sa četrnaest godina bio je pomoćnik sekretara u Seoskom sovjetu. Kasnije je radio kao poreznik, utovarivač, inženjerski pomoćnik i nastavio sa mnogim drugim poslovima.
Godine 1946, počeo je da studira na Odseku za stočarstvo Kirgiškog poljoprivrednog instituta u Frunzu, ali je kasnije prešao na studije književnosti na Književnom institutu Maksima Gorkog u Moskvi, gde je živeo od 1956-58. Sledećih osam godina radio je za Pravdu. Njegove prve dve publikacije su se pojavile 1952. na ruskom jeziku: „Novinski dječak Džiuio“ i „Ašim“. Njegovo prvo delo objavljeno na kirgiskom je „Ак Жаан” (Bela kiša, 1954), a poznato delo „Džamila” pojavilo se 1958. Godine 1961, bio je član žirija 2. Moskovskog međunarodnog filmskog festivala. Godine 1971, on je bio član žirija na 7. Moskovskom međunarodnom filmskom festivalu.
Godine 1980. je objavljen njegov prvi roman Dan traje više od sto godina; njegov sledeći značajan roman, Mesto lobanje, objavljen je 1987. Dan traje više od sto godina i drugi spisi su prevedeni na nekoliko jezika.
Godine 1994, bio je član žirija na 44. Berlinskom međunarodnom filmskom festivalu. Godine 2002, bio je predsednik žirija na 24. Moskovskom međunarodnom filmskom festivalu.
Ajtmatov je doživeo zatajenje bubrega i 16. maja 2008. primljen je u bolnicu u Nirnbergu, Nemačka, gde je 10. juna 2008. umro od upale pluća u 79. godini. Nakon njegove smrti, Ajtmatovi posmrtni ostaci preneti su avionom u Kirgistan, gde su održane brojne ceremonije pre nego što je sahranjen na groblju Ata-Bejit, čije je osnivanje sam pomogao i gde je najverovatnije sahranjen njegov otac, u selu Koj-Taš, okrug Alamudun, region Čuj, Kirgistan.
Njegova čitulja u Njujork Tajmsu ga je okarakterisala kao „komunističkog pisca čiji su romani i drame pre raspada Sovjetskog Saveza davali glas narodu udaljene sovjetske republike Kirgizije“ i dodaje da je „kasnije postao diplomata, prijatelj i savetnik sovjetskog vođe Mihaila Gorbačova.“

## Rad
Čingiz Ajtmatov pripadao je posleratnoj generaciji pisaca. Njegov rad pre Džamile nije bio značajan, nekoliko kratkih priča i kratki roman pod nazivom Licem u lice. Ali Džamila je bila ta knjiga koja je pokazala autorov potencijal. Gledano očima adolescentnog dečaka, ona priča o tome kako se Džamila, seljanka, koju je rat razdvojio od muža vojnika, zaljubljuje u vojnog invalida koji je ostao u njihovom selu dok svi rade na dovozu i transportu žita. usev. Ajtmatovljeva reprezentativna dela su i kratki romani Zbogom, Gulsari!, Bela lađa, Dan traje više od sto godina, i Mesto lobanje.
Ajtmatov je 1963. godine nagrađen Lenjinovom nagradom za Priče o planinama i stepama (kompilaciji koja uključuje Jamilu, Prvi učitelj i Zbogom, Gulsari!), a kasnije mu je dodeljena Državna nagrada za Zbogom, Gulsari! Umetnost Ajtmatova veličali su njegovi poštovaoci. Čak su i kritičari Ajtmatova pominjali visok kvalitet njegovih romana.

## Glavna dela
(Ruska imena u zagradama)
- A Difficult Passage ("Трудная переправа", 1956)
- Face to Face ("Лицом к лицу", 1957)
- Jamila[17] ("Джамиля", 1958)
- The First Teacher ("Первый учитель", 1962)
- Tales of the Mountains and Steppes ("Повести гор и степей", 1963)
- Farewell, Gulsary![18]("Прощай, Гульсары", 1966)
- The White Steamboat ("Белый пароход", 1970)
- The Ascent of Mt. Fuji ("Восхождение на Фудзияму", 1973)
- Spotted Dog Running On Seashore ("Пегий пес, бегущий краем моря", 1977)
- Cranes Fly Early (Ранние журавли, 1979)
- The Day Lasts More Than a Hundred Years ("И дольше века длится день", 1980)
- The Scaffold ("Плаха", 1986)
- Cassandra's Brand ("Тавро Кассандры", 1996)
- When The Mountains Fall ("Когда горы падают", 2006)

Engleski prevodi
- Short Novels, Progress Publishers (1964).
- Farewell Gul'sary. 1970. ISBN 978-0-340-12864-0., Hodder & Stoughton Ltd.
- White Steamship. 1972. ISBN 978-0-340-15996-5., Hodder & Stoughton Ltd.
- The White Ship (1st изд.). ISBN 978-0-517-50074-3., Crown Publishing Group; (November 1972).
- Tales of the Mountains and the Steppes. ISBN 978-0-8285-0937-4., Firebird Pubns; Second Printing edition (June 1973).
- Ascent of Mount Fuji. Noonday Press. ISBN 978-0-374-51215-6. (June 1975).
- Cranes Fly Early. ISBN 978-0-8285-2639-5., Imported Pubn (June 1983).
- The Day Lasts More Than a Hundred Years. Indiana University Press. 1988. ISBN 978-0-253-20482-0.
- The Place of the Skull (1st изд.). ISBN 978-0-8021-1000-8., Grove Pr; (March 1989).
- The place of the skull: Novel. 2000. ISBN 978-5-7261-0062-3.. International Academy of Sciences, Industry, Education & Arts (USA).
- Time to Speak. ISBN 978-0-7178-0669-0.. International Publishers (May 1989).
- The time to speak out (Library of Russian and Soviet literary journalism). 1988. ISBN 978-5-01-000495-8., Progress Publishers.
- Mother Earth and Other Stories. Faber and Faber. 1990. ISBN 978-0-571-15237-7.
- Jamila. Telegram Books. 2008. ISBN 978-1-84659-032-0.

## Literatura
- Kolesnikoff, Nina, Myth in the Works of Chingiz Aitmatov. Lanham, MD: University Press of America, 1999.
- Tumanov, Vladimir "„Mythic Cycles in Chingiz Aitmatov’s Spotted Dog Running Along the Seashore” (PDF).." Canadian Slavonic Papers 38 (1-2 March-June)1996: 135-154.
- Boris Chlebnikov und Norbert Franz: Cingiz Ajtmatov. 1993. ISBN 978-3-88377-409-1. München: Ed. Text und Kritik.
- Irmtraud Gutschke: Menschheitsfragen, Märchen, Mythen. Zum Schaffen Tschingis Aitmatows. Mitteldeutscher Verlag. 1986. ISBN 978-3-354-00091-9. Halle u. a.
- Erika Haber: The myth of the non-Russian. Iskander and Aitmatov's magical universe. Lexington Books. 2003. ISBN 978-0-7391-0531-3. Lanham, Md. u. a.
- Michael Martens: Mein Lebensziel ist das Schaffen. Ein Gespräch zur Person und über die Zeit mit Tschingis Aitmatow. 1998. ISBN 978-3-928788-26-7. Winsen/Luhe u. a.: Boldt.
- Robert Porter: Four contemporary Russian writers. 1989. ISBN 978-0-85496-246-4. Oxford u. a.: Berg.
- Казак В. Лексикон русской литературы XX века = Lexikon der russischen Literatur ab 1917 / [пер. с нем.]. — М.: РИК «Культура», — XVIII, 491, [1] с. — 5000 экз. —. 1996.  978-5-8334-0019-7..
- Кто есть кто в мировой политике / Отв. ред. Л. П. Кравченко. — М.: Политиздат, 1990. — pp. 5.
- Исонов А., Психологизм современной прозы: На материале творчества Чингиза Айтматова, А.- А,, 1985.
- Рыскулова Ж., Восприятие творчества Чингиза Айтматова в англоязычных странах, Фрунзе, 1987.
- Гачев Г. Д., Чингиз Айтматов: В свете мировой культуры, Фрунзе, 1989.
- Айтматов, Чингиз Торекулович // Казахстан. Национальная энциклопедия. — Алматы: «Қазақ энциклопедиясы», — Т. I. —. 2004.  978-9965-9389-9-3..

## Spoljašnje veze
- Online zbirka Ajtmatovih dela (језик: руски)
- Biografija na SovLit.com
- Biografija na RT Russiapedia
- Die bibliografische Datenbank „RussGUS”. enthält mehrere hundert Literaturnachweise (dort suchen nach: ajtmatov* OR aitmatow*).
- Ruth Weiss: Die Richtstatt. Legenden und religiöse Motive im Werk Tschingis Aitmatows – mit Rezensionen der Romane Abschied von Gülsary, Der weiße Dampfer, Ein Tag länger als das Leben und Die Richtstatt
- „Rezension des Romans Der Schneeleopard”. im Eurasisches Magazin
- „Tschingis Aitmatow auf culturebase.net”. Архивирано на веб-сајту  (5. април 2015)